# Effektlack
Als Effektlack bezeichnet man einen Lack, der Effektpigmente enthält. Effektlacke sind dadurch gekennzeichnet, dass sich ihr Erscheinungsbild abhängig vom Betrachtungswinkel ändert. Im Jahr 2000 wurden etwa 70 % der Automobile mit Effektlacken gefertigt, was einen stetigen Anstieg seit 1990 (50 %) bedeutet.

## Einteilung
Umgangssprachlich sowie in Farbmusterkarten von Lackverarbeitern (z. B. Automobilhersteller) werden die Effektlacke teilweise noch weiter in Metalliclacke, Perleffektlacke und Interferenzlacke unterteilt. Der Hintergrund dieser Unterteilung ist das visuelle Erscheinungsbild (metallisches Glitzern, Lacke mit Helligkeits- oder Farbtonflop), das durch die Art der enthaltenen Effektpigmente bestimmt wird. Diese Unterteilung ist jedoch nicht exakt, da in den meisten Effektlacken mehr als eine Art von Effektpigment vorkommt.